# Ulica Szlak Bursztynowy w Kaliszu
Ulica Szlak Bursztynowy (Trasa Bursztynowa) – ulica w Kaliszu o długości 4,31 km, jedna z głównych arterii miasta, stanowiąca obwodnicę śródmiejską. Zaczyna się przy ulicy Górnośląskiej, a kończy przy ulicy Żwirki i Wigury.
Na odcinku Górnośląska–Częstochowska oraz Łódzka–Żwirki i Wigury dwujezdniowa z dwoma pasami ruchu w każdym kierunku.

## Historia

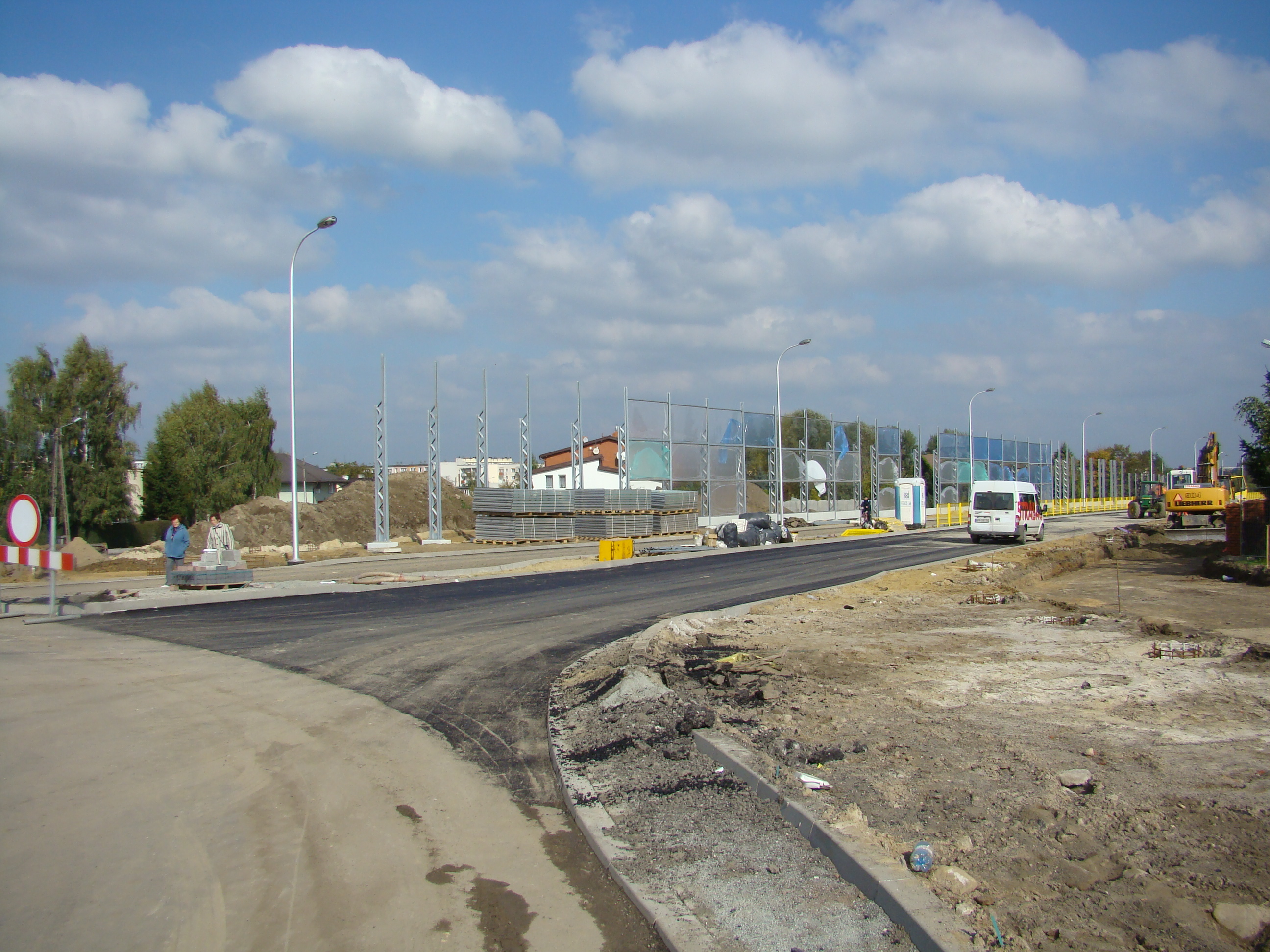
Budowa trasy w październiku 2010

Koncepcja południowej obwodnicy Kalisza pojawiła się po raz pierwszy w niemieckim dokumencie planistycznym z 1940. W 1957 trasa ta, pod nazwą Arteria Południowa, określona została jako jedna z najważniejszych dla ruchu tranzytowego. Jej przebieg był utrzymywany i aktualizowany w kolejnych opracowaniach w 1961, 1971, 1985 i 1991. Ostateczny korytarz trasy został ustalony w studium uwarunkowań i kierunków zagospodarowania przestrzennego miasta Kalisza z 1998.
Pierwsze prace nad odcinkiem łączącym ulice Częstochowską i Łódzką o długości 1,3 km rozpoczęły się w 1999; do 2003 powstały mosty na Swędrni (Bursztynowy) i Prośnie (św. Wojciecha). Właściwa budowa trasy, biegnącej w większości po nasypie, nastąpiła w latach 2004–2005, a otwarcie odbyło się 16 września 2005. Na obu końcach tego odcinka ustawiono znaki z mapą szlaku bursztynowego.
Od grudnia 2007 do września 2008 wykonano 200-metrowy, dwujezdniowy odcinek od ul. Górnośląskiej do ul. Dworcowej wraz z przebudową fragmentów ww. ulic. Ostatni etap budowy (od ul. Dworcowej do ul. Częstochowskiej) rozpoczął się pod koniec 2009. Trasa pobiegła m.in. po skarpie nad Parkiem Przyjaźni, którą wzmocniono za pomocą pali wypełnionych żwirem. Powstały trzy ronda, na których ustawiono rzeźby autorstwa Roberta Sobocińskiego, ostatecznie pozostała tylko jedna z nich („Kosmogonia Ptolemeusza” na rondzie Klaudiusza Ptolemeusza). Uroczyste oddanie drogi do użytku nastąpiło w dniach 13–14 listopada 2010. Na odcinku tym wprowadzono zakaz wjazdu pojazdów o dopuszczalnej masie całkowitej powyżej 15 ton.
W 2023 roku do użytku oddano kolejny odcinek Szlaku Bursztynowego, który połączył ulicę Łódzką z ulicą Żwirki i Figury o długości ok. 1 kilometra. W ramach inwestycji powstały również 4 nowe ronda.
W 2024 roku rozpoczęto z kolei dalszą kontynuację przedłużenia Szlaku Bursztynowego, który ma połączyć ulicę Żwirki i Figury z ulicą Warszawską. Nowy odcinek ma w znacznej części przebiegać w ciągu obecnej ulicy Moniuszki, która zostanie przebudowana do drogi dwujezdniowej o dwóch pasach ruchu w każdym kierunku.

## Komunikacja miejska
| Kaliskie Linie Autobusowe | Kaliskie Linie Autobusowe | Kaliskie Linie Autobusowe |
| Nr linii                  | Trasa                     | Odcinek                   |
| ------------------------- | ------------------------- | ------------------------- |
| 7                         | Wyszyńskiego ↔ Romańska   | Kresowa–Częstochowska     |
| 9                         | Wyszyńskiego ↔ Leśna      | Kresowa–Łódzka            |

Przy ulicy znajduje się 16 przystanków autobusowych, z czego dwa nie są użytkowane.